# Флаг муниципального округа Южное Медведково
Флаг муниципального округа Ю́жное Медве́дково в Северо-Восточном административном округе города Москвы Российской Федерации — опознавательно-правовой знак, служащий официальным символом муниципального образования.
Первый флаг округа был утверждён 11 марта 2004 года как флаг муниципального образования Южное Медведково.
Законом города Москвы от 11 апреля 2012 года № 11, муниципальное образование Южное Медведково было преобразовано в муниципальный округ Южное Медведково.
Решением Совета депутатов муниципального округа Южное Медведково от 25 октября 2018 года был утверждён новый, немного изменённый флаг округа.

## Описание
Описание флага, утверждённого 11 марта 2004 года, гласило:
«Флаг муниципального образования Южное Медведково представляет собой двустороннее, прямоугольное полотнище с соотношением сторон 2:3.
Полотнище состоит из двух равновеликих горизонтальных полос — верхней красной и нижней жёлтой.
В центре красной полосы помещено изображение жёлтого солнца. Габаритные размеры изображения составляют 5/24 длины и 5/16 ширины полотнища.
В центре жёлтой полосы помещено изображение идущего к древку бурого медведя. Габаритные размеры изображения составляют 1/2 длины и 3/8 ширины полотнища».
Описание флага, утверждённого 25 октября 2018 года, гласит:
«Прямоугольное двухстороннее полотнище с отношением ширины к длине 2:3, воспроизводящее фигуры из герба муниципального округа Южное Медведково, выполненные красным, жёлтым, пурпурным и белым цветом».
Геральдическое описание герба гласит: «В золотом поле под червлёной главой, обременённой золотым солнцем (без изображения лица) — идущий пурпурный медведь с серебряными глазами и зубами».

## Обоснование символики
Во флаге муниципального округа Южное Медведково языком символов и аллегорий гласно показано его название:
— идущий пурпурный медведь символизирует топоним «Медведково». Вместе с красным цветом верхнего поля медведь является символом мужества и героизма прославленных защитников Москвы под предводительством князя Д. М. Пожарского, правнука В. Ф. Пожарского по прозвищу Медведь — первого владельца земель, на территории которых расположен современный муниципальный округ;
— жёлтое солнце и жёлтое нижнее поле символизируют топоним «Южное».
Примененные во флаге цвета символизируют:
красный цвет — символ храбрости, великодушия, любви и животворных сил;
пурпурный цвет (пурпур) — символ власти, славы, почёта, благородства происхождения;
жёлтый цвет (золото) — символ солнечной энергии, богатства, силы, устойчивости и процветания;
белый цвет (серебро) — символ чистоты и невинности.